# 330. п. н. е.

## Смрти
- Парменион